# Liberalismo democrático
O liberalismo democrático visa alcançar uma síntese de democracia que é a participação do povo no poder e liberalismo, uma filosofia política e/ou social que defende a liberdade do indivíduo. Surgiu após a Primeira Guerra Mundial (com a maioria das grandes nações decretando sufrágio universal) e sua principal questão era como envolver e interessar a população pela política fora das eleições.

Os britânicos liberais democratas descrevem sua ideologia como dando "poder ao povo", pois são contra a concentração de poder em órgãos irresponsáveis. Eles propõem a descentralização do poder fora de Westminster e a reforma eleitoral e parlamentar para criar um sistema de estruturas governamentais escalonadas para tomar decisões no que consideram o nível certo, incluindo assembleias regionais, a União Europeia e organizações internacionais. Os liberais democratas querem proteger as liberdades civis e se opor à intervenção do Estado em assuntos pessoais. Em seu Liberalismo Democrático: A Política da Dignidade, Craig Duncan diz:
| “ | Uma questão importante diz respeito a em ter uma democracia direta (na qual os próprios cidadãos propõem e votam as leis) ou uma democracia representativa (na qual cargos eleitos desempenham essa função). Em grande parte, essa questão é resolvida por considerações pragmáticas (democracias diretas são mais adequadas para pequenas cidades-estado em relação a grandes nações-estado de hoje), mas um caso baseado em dignidade não é totalmente silencioso aqui. Não acredito que as exigências de dignidade exijam democracia direta, pois afirmar que os cidadãos são seres competentes e capazes de escolha responsável não significa que todos são competentes para julgar diversas questões que requerem atenção política, desde impostos à defesa, à educação, ao ambiente e assim por diante. Em vez disso, uma democracia representativa, mais precisamente, pressupõe que os cidadãos sejam, antes de mais nada, competentes para escolher líderes que sejam eles próprios competentes para julgar essas questões. No entanto, isso não significa que o ideal da democracia direta não seja relevante. Dado que, de fato, muitos cidadãos privados têm conhecimento competente de uma variedade de questões, especialmente aquelas que envolvem diretamente seus interesses, uma democracia representativa também deve criar um espaço significativo para a contribuição do cidadão em suas práticas deliberativas, por meio de audiências abertas e outros fóruns públicos, digamos. | ” |